# World Club Challenge 1997
El World Club Challenge de 1997 fue la séptima edición del torneo de rugby league más importante de clubes a nivel mundial.

## Formato
Los equipos de la Australia y de la Super League III se enfrentaron en una etapa zonal con los equipos de sus respectivas ligas, posteriormente los mejores clasificados de cada grupo disputaron la etapa eliminatoria.

## Fase de grupos

### Australia

#### Grupo A
| Pos. | Equipo                        | Encuentros | Encuentros | Encuentros | Encuentros | Tantos | Tantos | Tantos | Puntos |
| Pos. | Equipo                        | PJ         | PG         | PP         | PE         | F      | C      | Dif    | Puntos |
| ---- | ----------------------------- | ---------- | ---------- | ---------- | ---------- | ------ | ------ | ------ | ------ |
| 1    | Brisbane Broncos              | 6          | 6          | 0          | 0          | 270    | 52     | 218    | 12     |
| 2    | Auckland Warriors             | 6          | 6          | 0          | 0          | 268    | 82     | 186    | 12     |
| 3    | Cronulla-Sutherland Sharks    | 6          | 6          | 0          | 0          | 230    | 54     | 176    | 12     |
| 4    | Penrith Panthers              | 6          | 6          | 0          | 0          | 256    | 120    | 136    | 12     |
| 5    | Canberra Raiders              | 6          | 5          | 1          | 0          | 302    | 108    | 194    | 10     |
| 6    | Canterbury-Bankstown Bulldogs | 6          | 4          | 2          | 0          | 218    | 121    | 97     | 8      |

#### Grupo B
| Pos. | Equipo                   | Encuentros | Encuentros | Encuentros | Encuentros | Tantos | Tantos | Tantos | Puntos |
| Pos. | Equipo                   | PJ         | PG         | PP         | PE         | F      | C      | Dif    | Puntos |
| ---- | ------------------------ | ---------- | ---------- | ---------- | ---------- | ------ | ------ | ------ | ------ |
| 1    | Hunter Mariners          | 6          | 6          | 0          | 0          | 226    | 50     | 176    | 12     |
| 2    | North Queensland Cowboys | 6          | 5          | 1          | 0          | 228    | 92     | 136    | 10     |
| 3    | Adelaide Rams            | 6          | 4          | 2          | 0          | 170    | 68     | 102    | 8      |
| 4    | Perth Reds               | 6          | 4          | 2          | 0          | 148    | 104    | 44     | 8      |

### Europa

#### Grupo A
| Pos. | Equipo            | Encuentros | Encuentros | Encuentros | Encuentros | Tantos | Tantos | Tantos | Puntos |
| Pos. | Equipo            | PJ         | PG         | PP         | PP         | F      | C      | Dif    | Puntos |
| ---- | ----------------- | ---------- | ---------- | ---------- | ---------- | ------ | ------ | ------ | ------ |
| 1    | Wigan Warriors    | 6          | 2          | 4          | 0          | 89     | 212    | -123   | 4      |
| 2    | London Broncos    | 6          | 1          | 5          | 0          | 136    | 238    | -102   | 2      |
| 3    | Bradford Bulls    | 6          | 0          | 6          | 0          | 82     | 228    | -146   | 0      |
| 4    | St Helens         | 6          | 0          | 6          | 0          | 96     | 270    | -174   | 0      |
| 5    | Warrington Wolves | 6          | 0          | 6          | 0          | 78     | 256    | -178   | 0      |
| 6    | Halifax Blue Sox  | 6          | 0          | 6          | 0          | 56     | 340    | -284   | 0      |

#### Grupo B
| Pos. | Equipo              | Encuentros | Encuentros | Encuentros | Encuentros | Tantos | Tantos | Tantos | Puntos |
| Pos. | Equipo              | PJ         | PG         | PP         | PE         | F      | C      | Dif    | Puntos |
| ---- | ------------------- | ---------- | ---------- | ---------- | ---------- | ------ | ------ | ------ | ------ |
| 1    | Paris Saint-Germain | 4          | 1          | 3          | 0          | 48     | 90     | -42    | 2      |
| 2    | Leeds Rhinos        | 4          | 1          | 3          | 0          | 64     | 138    | -74    | 2      |
| 3    | Oldham Bears        | 4          | 1          | 3          | 0          | 52     | 130    | -78    | 2      |
| 4    | Salford City Reds   | 4          | 1          | 3          | 0          | 44     | 130    | -86    | 2      |
| 5    | Sheffield Eagles    | 4          | 1          | 3          | 0          | 54     | 168    | -114   | 2      |
| 6    | Castleford Tigers   | 4          | 0          | 4          | 0          | 52     | 116    | -64    | 0      |

## Fase Final

#### Playoff
| 20 de agosto | St Helens RFC | 42 - 4 | Paris St.Germain |  |  |

#### Cuartos de final
| 3 de octubre | Auckland Warriors | 62 - 14 | Bradford Bulls |  |  |

| 3 de octubre | Wigan Warriors | 18 - 22 | Hunter Mariners |  |  |

| 4 de octubre | Brisbane Broncos | 66 - 12 | St Helens RFC |  |  |

| 6 de octubre | London Broncos | 16 - 40 | Cronulla-Sutherland Sharks |  |  |

#### Semifinal
| 10 de octubre | Brisbane Broncos | 22 - 16 | Auckland Warriors |  |  |

| 11 de octubre | Cronulla-Sutherland Sharks | 18 - 22 | Hunter Mariners |  |  |

### Final
| 18 de octubre | Brisbane Broncos | 36 - 12 | Hunter Mariners | Mount Smart Stadium, Auckland |  |

| Bandera de Australia     |
| Campeón Brisbane Broncos |
| Segundo título           |